# Nautonia
Nautonia es un género monotípico de fanerógamas de la familia Apocynaceae. Contiene una única especie: Nautonia nummularia Decne.. Es originaria de América del Sur.

## Descripción
Es una planta herbácea postrada. Los brotes densamente tomentosos en toda la superficie, con tricomas de color rojizo.Las hojas dísticas, sésiles,  herbácea de  1.5 cm longitud y de  1 cm  de ancho, ovadas, basalmente redondeadas, con el ápice agudo a acuminado, con tricomas de color rojizo.
Las inflorescencias son extra-axilares, solitarias, más cortas que las hojas adyacentes, con 2-5 flores, simples, subsésiles, con pedicelos pequeños y escasamente pubescentes.

## Distribución y hábitat
Se distribuye por Sudamérica en Argentina, Brasil y Paraguay en zonas arenosas.

## Taxonomía
Nautonia nummularia fue descrita por Joseph Decaisne y publicado en Prodromus Systematis Naturalis Regni Vegetabilis 8: 510. 1844.